# Hampton Grease Band
Die Hampton Grease Band war eine US-amerikanische Rockband. Ausgehend vom Bluesrock entwickelten sie einen experimentellen Stil, der beim Publikum nur wenig Zuspruch fand, heute jedoch Kult-Status hat.

## Bandgeschichte
Die Hampton Grease Band begann Ende der 1960er als Bluesrock-Band in Atlanta. Dazu gehörten Bruce Hampton (Gesang, Trompete), Glenn Phillips (Gitarre, Saxofon), Harold Kelling (Gitarre, Gesang), Jerry Fields (Schlagzeug, Perkussion, Posaune, Gesang) und Mike Holbrook (Bass). Sie spielten als Vorgruppe so bekannter Bands wie Grateful Dead, Jimi Hendrix, Procol Harum und der Allman Brothers Band. Mit der Zeit entwickelten sie einen eigenen Sound, der stark von Frank Zappa und Captain Beefheart beeinflusst war.
Phil Walden, Manager der Allman Brothers, nahm sie unter Vertrag. Für Columbia Records machten sie Aufnahmen, die als kommerziell aussichtslos eingeschätzt wurden. Columbia beschloss, stattdessen ein Livealbum herauszubringen. 1971 erschien Music to Eat als Doppelalbum. Es hielt sich das Gerücht, dass das Album zu den am wenigsten verkauften Alben Columbias zählt, nur geschlagen von einem Yoga-Album.
Trotz einer erfolgreichen Show mit Frank Zappa im Fillmore East beendete Columbia die Zusammenarbeit mit der Gruppe. Zappa nahm sie unter Vertrag, doch es kam zu keiner weiteren Veröffentlichung. 1973 löste sich die Hampton Grease Band auf. 1996 brachte Columbia Music to Eat auf CD heraus.
2006 gab es eine Wiedervereinigung der Hampton Grease Band. Sie führten in Atlanta Music to Eat auf. Bob Elsey ersetzte Harold Kelling, der 2005 verstorben war.